# Dzūkija Nemzeti Park
A Dzūkija Nemzeti Park (litvánul: Dzūkijos nacionalinis parkas) egy nemzeti park Litvániában, Dzūkija településen, a fővárostól, Vilniustól 100 kilométerre délnyugatra, Kaunastól 100 kilométerre délre. A Litván Köztársaság Legfelsőbb Bírósága 1991. április 23-án hozta létre. A parkot a Dainava-föld területeinek védelmére és kezelésére hozták létre. A park főként mocsaras területekből, tavakból, folyókból, lápokból, dűnékből és dombságokból áll, és az ország legkiterjedtebb és legvédettebb erdeje. A nemzeti park 584,53 négyzetkilométert foglal magában a Nemunas folyó partján.

## Története
A Dzūkija Nemzeti Parkot 1991. április 23-án, a tavasz kezdetét jelentő Szent György-napon ünnepén hozták létre. A területen addigra már több védett területet is létrehoztak: az Ulai Tájvédelmi és a Subartonii Történelmi Tájvédelmi Területet 1960-ban, valamint a Skroblaus Tájvédelmi Területet, a Merkiai Ichtiológiai Területet, a Bakanauski, Merkinė, Žeimiai-Gudelių Botanikai Területeket 1974-ben.
Az Európai Unióhoz való 2004-es felvételt követően a park is csatlakozott a madárvédelmi és az élőhelyvédelmi irányelvekhez, valamint a Natura 2000 területek hálózatához. 2011 óta a Dzūkija Nemzeti Park a Čepkeliai rezervátummal együtt a Legértékesebb Vadon Területek Európai Hálózatának (PAN Parkok) tagja.

## Földrajzi jellemzői

### Fekvése
A Dzūkija Nemzeti Park a homokos Dainava-síkságon található. A park felszínének tengerszint feletti magassága átlagosan nagyjából 100 méter körül alakul. Marcinkonys, Musteika, Lynežeris és Grybaulia környékén jellegzetes kontinentális dűnék találhatók. A Dzūkija kontinentális dűneöve 61 km hosszan húzódik a Čepkeļit körülölelve, és közel 905 km² területet foglal el. A dűnék főként patkó alakúak, és kelet felé néznek. A dűnék legszélesebb szakasza (6,8 km) Marcinkonys közelében található, de a településtől 4 km-re északkeletre fekszik a park legmagasabb dűnéje, a Dalgiakalnis (168,1 m).
A Dzūkija-dűnék a Nemunas folyó eljegesedésének végén alakultak ki, amikor a gleccser olvadékvize elmosta a sziklákat. A síkságon gleccserlagúnák alakultak ki. A dűnék nagy részét ma fenyőerdők (kerpsils) borítják, de ha a borítást erdőirtás vagy más gazdasági tevékenység zavarja meg, akkor pusztuló homokdűnék nyílhatnak meg. Az egyik ilyen dűne a Gaidziai dűne szintén Marcinkonysban.
Északnyugaton (Merkine-től északra) a park eléri a Dzūki-fennsík szélét. Hullámos felszín jellemzi, a mélyedéseket gyakran tavak töltik ki. A nagyobb folyók (Nemunas, Merkys) völgyeiben számos terasz található. A Nemunas folyó a park területén, Panara és Netiesi falvak közelében nagy kanyarulatot tesz, és a moréna gerincen keresztülvágva több patakot hagy maga után (mint amilyen a Bajorė Ulčičiai, a Sakalas Dubaklonis, a Žirklės Merkine, vagy a Siuvėjas Maksimonisi). A park legalacsonyabb pontja (66 m) a Krikštonisnál található a Nieumas partján.

### Éghajlata
Dzūki klímája rendkívül kontrasztos, mivel nagy kiterjedésű homokos területei könnyen felmelegednek, de gyorsan le is hűlnek. Litvániában itt az egyik legnagyobb a hőmérséklet-ingadozás, mind napi, mind éves szinten. Nyáron gyakoriak a helyi viharok. A párolgás mértéke alacsony, mivel a víz gyorsan felszívódik a homokba, majd a patakok és folyók hamar elvezetik onnan.

## Élővilága

### Biodiverzitás
A Dzūkija Nemzeti Parkot a nagy biológiai sokféleség, valamint a különböző biotópok és élőhelyek sokasága jellemzi. A parkban 254 védett faj (111 állat, 100 növény, 43 gomba és zuzmó) él. A védett fajok száma folyamatosan változik, mivel egyes fajok annyira elterjedtek, hogy már nem szorulnak védelemre, egyeseket a parkban fedeznek fel, mások máshonnan kerülnek be, néhány faj pedig idő közben kihal a területről.

## Védett értékei

### Természeti értékek
A park természeti és kulturális örökségekben gazdag. 42 természeti örökségi helyszín található, amelyek közül 2012-ben 18-at védett természeti emlékké nyilvánítottak.
A legfőbb földtani értékek a kontinentális homokdűnék, valamint a festői folyóvölgyek, amelyek a dombgerinceket vágják át, lenyűgöző sziklákat hagyva maguk után: a Ūla Mančiagirė sziklák (28 m magasak), a Merkís Mardasavas szikla (28 m), a Nemunas Ucieka (42 m) és Krušonys (33 m) sziklák. További festői felszíni képződmények közé tartozik a Trakiškės-gerinc, amely 1,4 km hosszan húzódik a Ūla folyó alsó folyása mellett, a Galvinis- és Bedugnis-tó (Alytus megye) közötti 41 m magas gerinc, a Skroblaus melletti Rudnelė falut körülvevő dombok és a geológiai cirkusz, a 40 m magas dombok által körülvett Sarkajiedų-szurdok, a Panemunė régióban található lenyűgöző Kiškeliuškės-szurdok (700 m hosszú, akár 15 m mély, alján források csörgedeznek). A Liškiava-kitermelődést már benőtték a fák, de itt 70-130 000 éves tóüledék kerül a felszínre.
A vízrajzi örökséghez tartozik a Bedugnis-tó, a Netiesai-erdő négy kis tavának csoportja, a Nemunas mellékfolyói: a Bajorė Maksimas közelében, és a Siuvėjo folyó Maksimonių közelében. A Skroblaus versmės vagy Boba Daržo egy 2,8 hektár területű forrásrét, amely Margioniai falu határában terül el. Mančiagirė és Žiūriai között a Ūla folyó partján egy különleges forrástó található, az Ūlos akis, avagy Ūla szeme, amely a tó egyedi alakjára utal.
Margionysban áll az 1960 óta védett Lietuvio liepa nevű hársfa, valamint Zervynaiban a Zervynų ąžuolas tölgyfája. A Dzūkiában ősidők óta művelt odvas méhészetről számos fennmaradt odvas fenyőfa (~20) tanúskodik - némelyikük már elpusztult, mások még máig zöldellnek. Nagyobb csoportjaik Zervynai közelében (Zervynai odvasfenyők), a Marcinkoni, Daržeļi és Musteika erdőkben találhatók. Az öreg fák azért érdekesek, mert már 100 évvel ezelőtt hosszúkás függőleges üregeket faragtak beléjük a méhek számára. Néha ezeket az üregeket magasra faragták a földtől, hogy a medvék ne férjenek hozzá a mézhez, és az emberek egy speciális, fonott kötélből készült eszközzel másztak fel hozzájuk. Később a méheket az ilyen üregek kivágásaiban, csonkakaptár formájában tartották. Ezek ma is megtalálhatók Musteika, Margioniai, Zervynai és más falvakban.

### Kulturális értékek
A nemzeti park több mint 50 kulturális örökségi helyszínt véd. A régió híres a régi dzūkai falvakról, amelyek megőrizték hagyományos építészetüket. A legjobban fennmaradtak a zervynai, a mustejkai és a ziogeliai népi kultúrájú falvak. A park más falvai is gazdagok hagyományos építészetben, mint például Mančiagirė, Lynežeris, Dubininkai, Rudnelė, Margionys, Darželi, Ucieka, Subartonis és mások. Merkinė (a Merkinė városháza helyén épült ortodox templommal) és Liškiava (a Szentháromság-templommal és a domonkos kolostorral) települések híresek városias építészeti örökségükről.
A különböző korszakokból származó történelmi örökség rendkívül változatos: a Merkiai, Ūla és Nemunas folyók partján kőkorszaki táborhelyeket és kovakőbányákat találtak. A Jonononi falu közelében található köveket néha archeoasztronómiai lelőhelynek tekintik. A középkori csatáknak a domboldalak halomsírjai (Merkinės piliakalnis, Liškiavos piliakalnis és Liškiavos alkakalnis) állítanak emléket.
A Dzūkija Nemzeti Parkban maradt fenn valószínűleg a legtovább a hagyományos gazdálkodás és életmód Litvániában: az üregi méhészet, közös állattartás, hagyományos kézművesség (fafaragás, kosárfonás, kosárfonás, különböző háztartási eszközök) és népdalok élő előadása.
A hagyományos dzūkai háztartási eszközöket a Marcinkonysban 1996-ban létrehozott néprajzi múzeumban állítják ki. A múzeum oktatási és hagyományőrző rendezvényeket is szervez (pl. hagyományos gyertyakészítés). Musteikában, a Dzūkai Méhészeti Múzeumban fából és tuskóból készült méhészeti eszközöket és élő méhészeti hagyományokat őriznek. A múzeum évente hagyományos kézműves („szövő”) tábornak és őszi mézgyűjtésnek ad otthont. A múzeumot Romas Norkūnas méhész, kézműves és néprajzkutató felügyeli. Henrikas Gudavičius helytörténész és író Liškiava (Aušrinė) közelében olyan növénykertet telepített, ahol különböző ritka és veszélyeztetett növényfajokat szaporít. Merkinė közelében több keramikus dolgozik egy régi kerámiatípus, a fekete kerámia fejlesztésén.
A Merkinė városháza-templom épületegyüttesében található a Regionális Történeti Múzeum, Subartonysban a Vincas Krėves Emlékmúzeum és -ház és a Litván Totorių Háztartás Múzeuma, Margionisban pedig az V. Gaidis színház, Rudnele faluban pedig Gražina Didelytė grafikusművész Andeinė Galériája.

## Turizmus
A Dzūkija Nemzeti Parkban a Merkinė kilátótornyot (26 m) turisztikai célokra alakították ki, és látogatóközpontokat hoztak létre Marcinkonysban és Merkinėben. Népszerű a vízi turizmus (kenuzás az Ūla, Merkiys és Nemunas folyókon), fürdőzés a tavakban, kerékpározás és gyaloglás, illetve a bogyószedés és gombászás, utóbbinak ez a leghíresebb területe az országban. 2004-től megkezdődött a turisztikai infrastruktúra fejlesztése: kempingek, pihenőhelyek, pavilonok, kilátók, és információs standok kerültek kialakításra, amihez európai uniós forrásokat is felhasználtak.

## Galéria

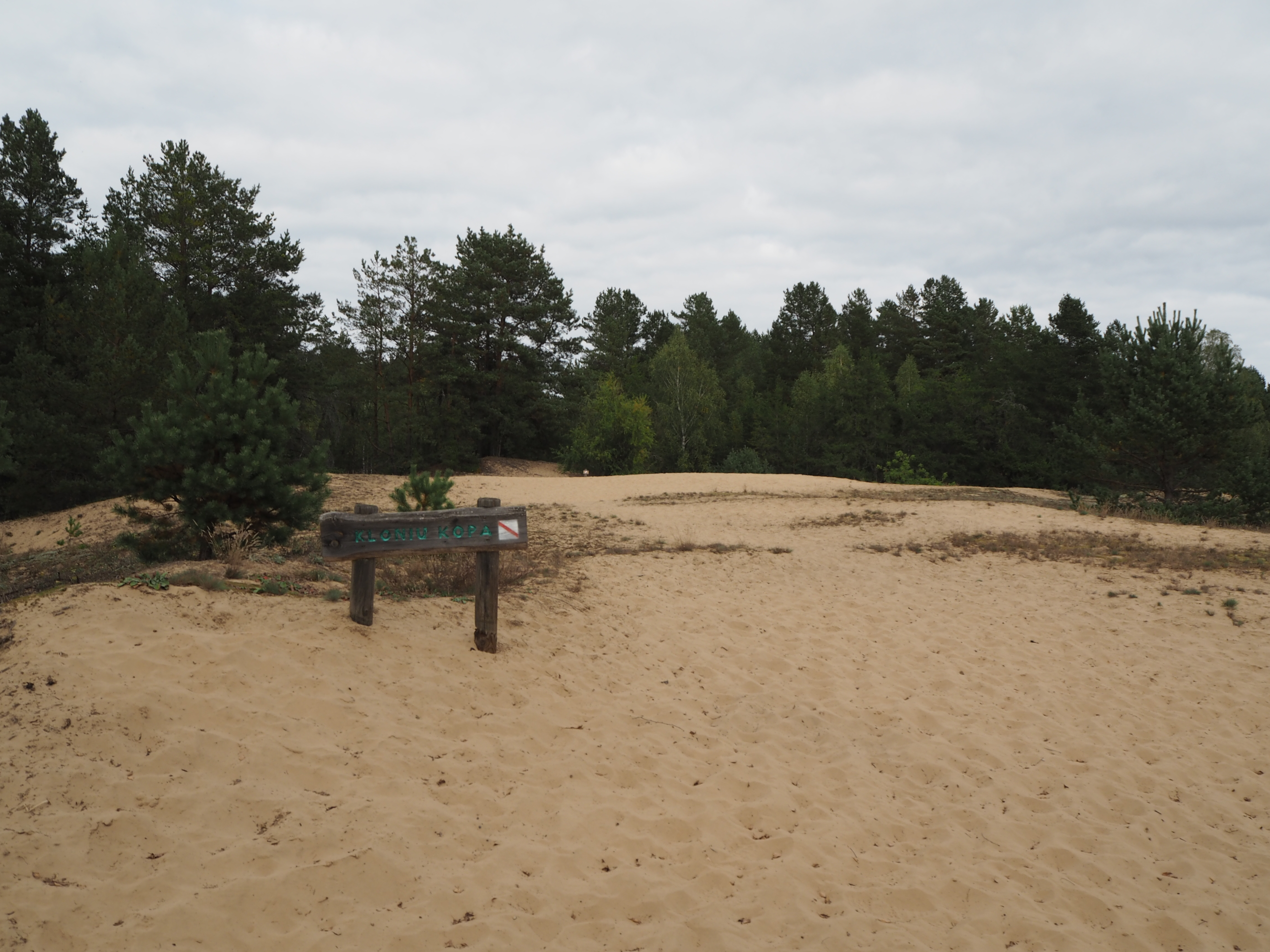
A Klonių-homokdűne
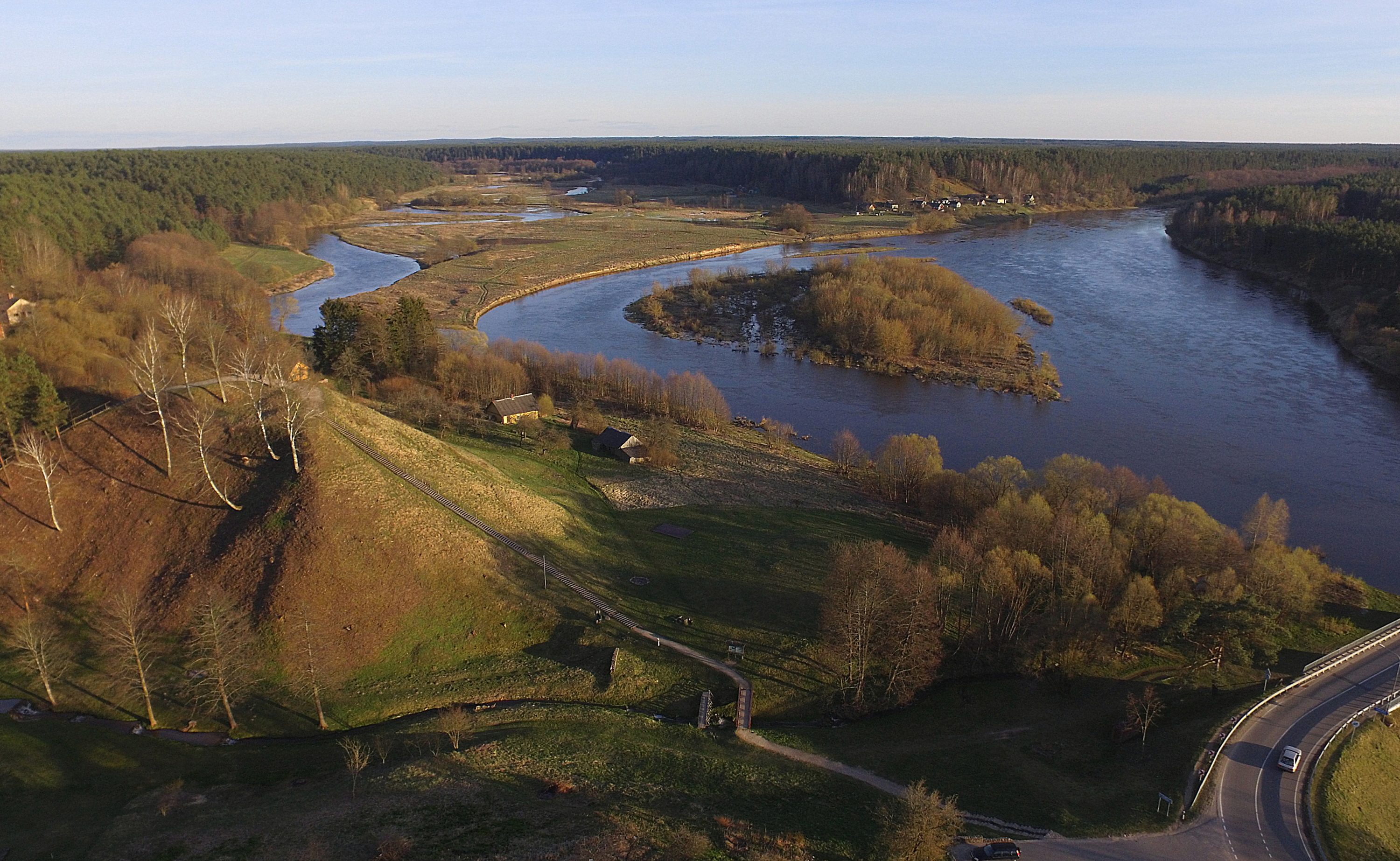
A Merkys és a Nemunas folyók összefolyása a Merkine-várhegyről nézve
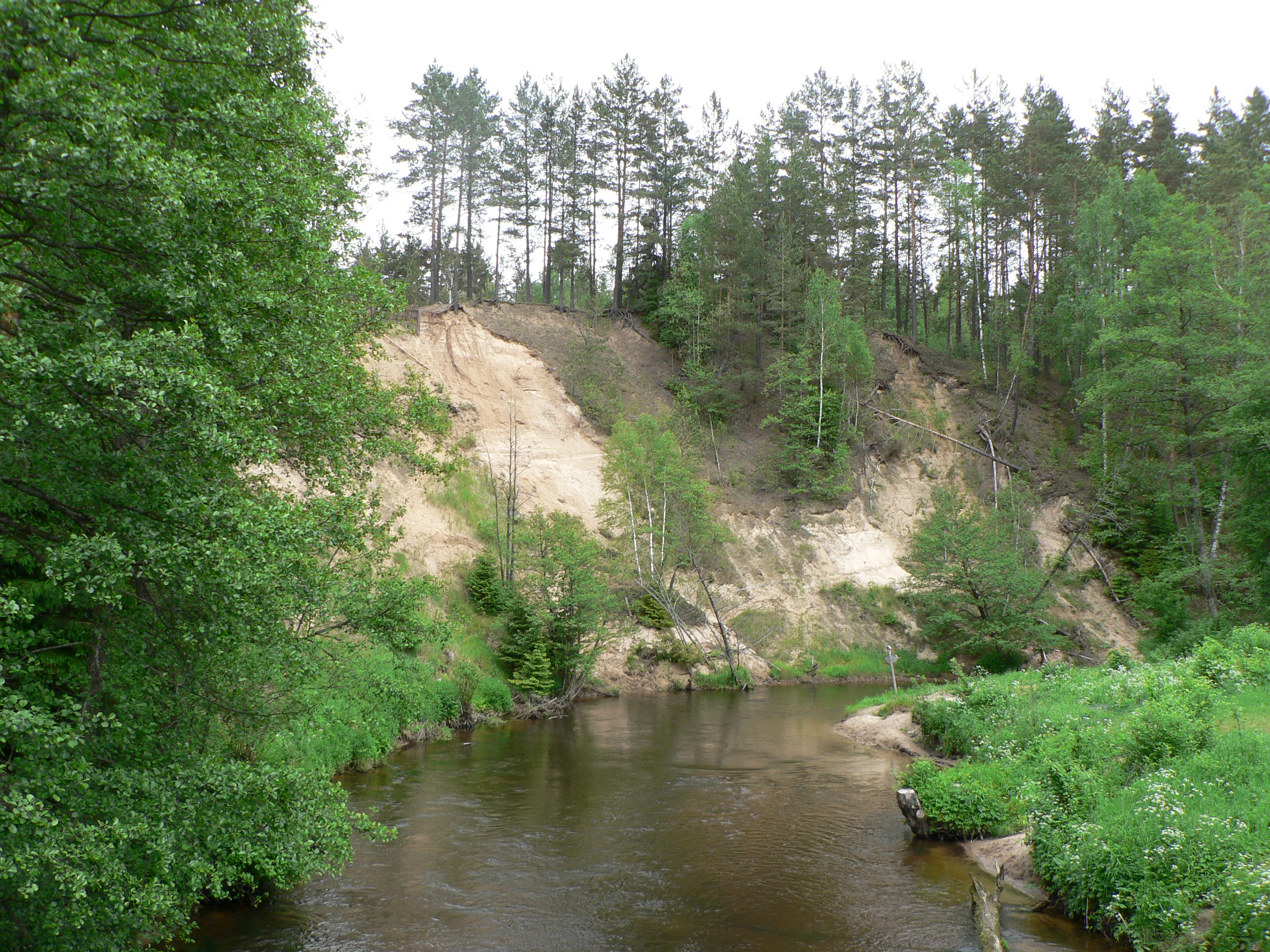
Az Ūla folyó mély szurdokvölgye
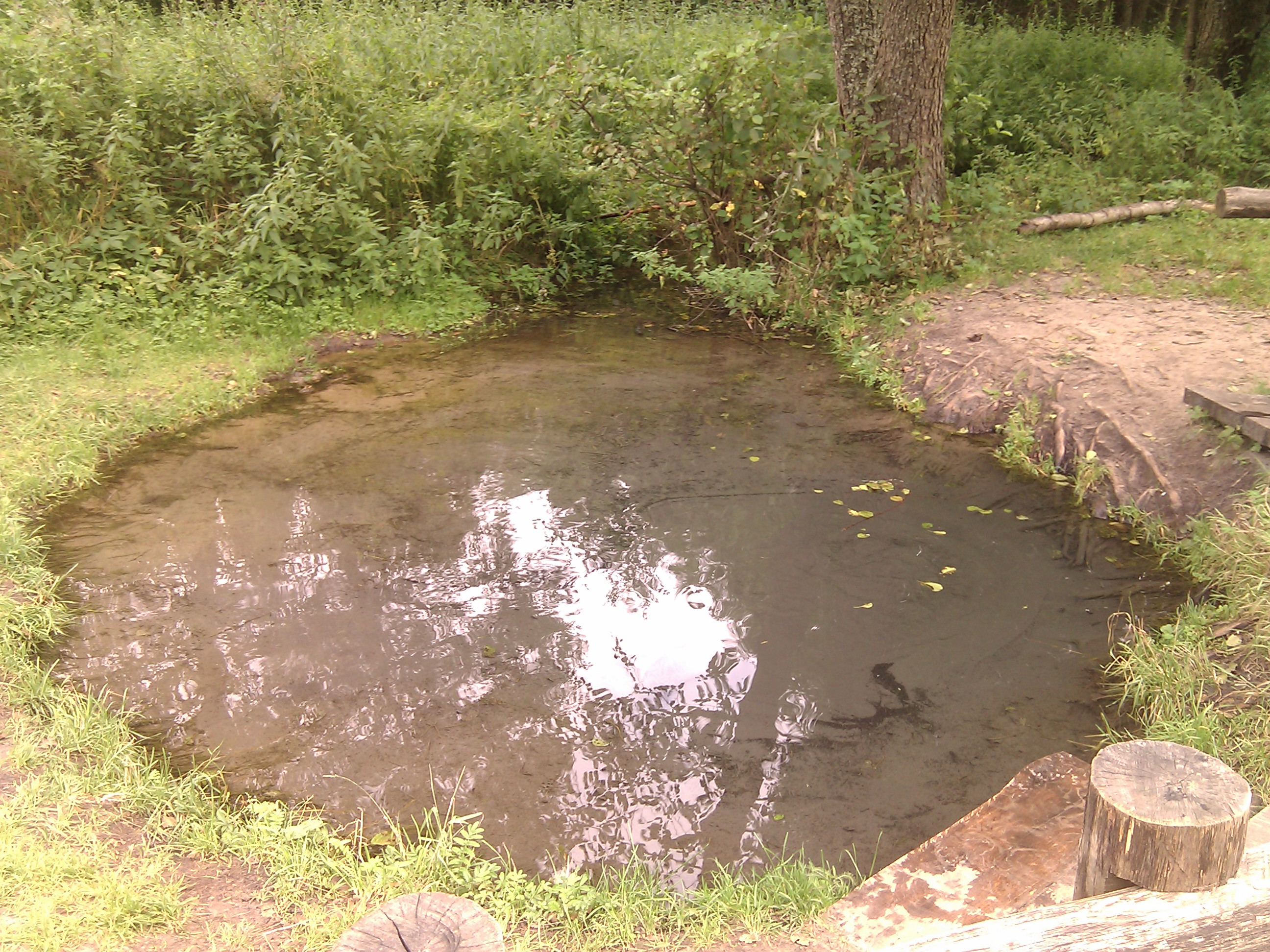
Az Ūlos akis forrástó
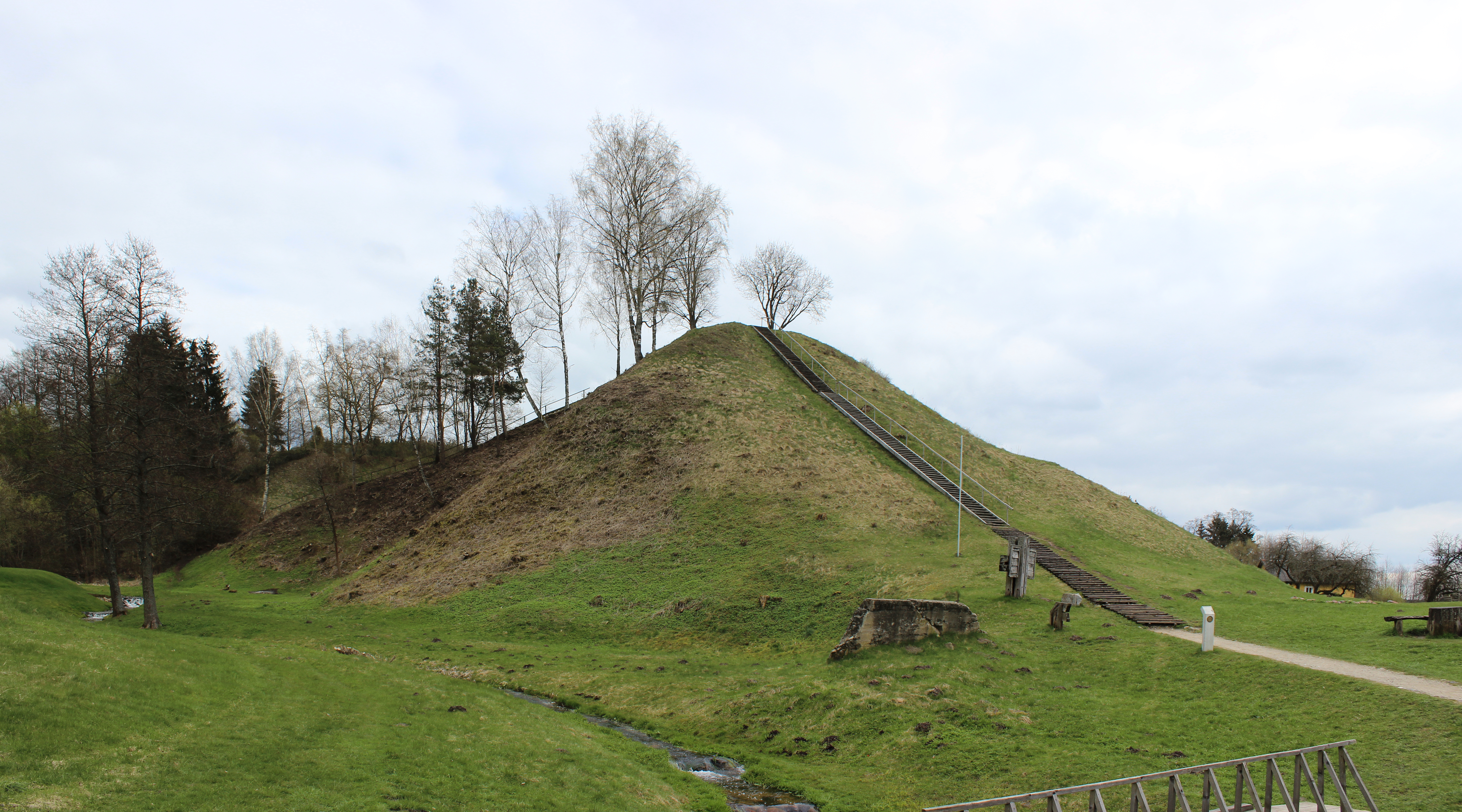
A Merkinės piliakalnis halomsír
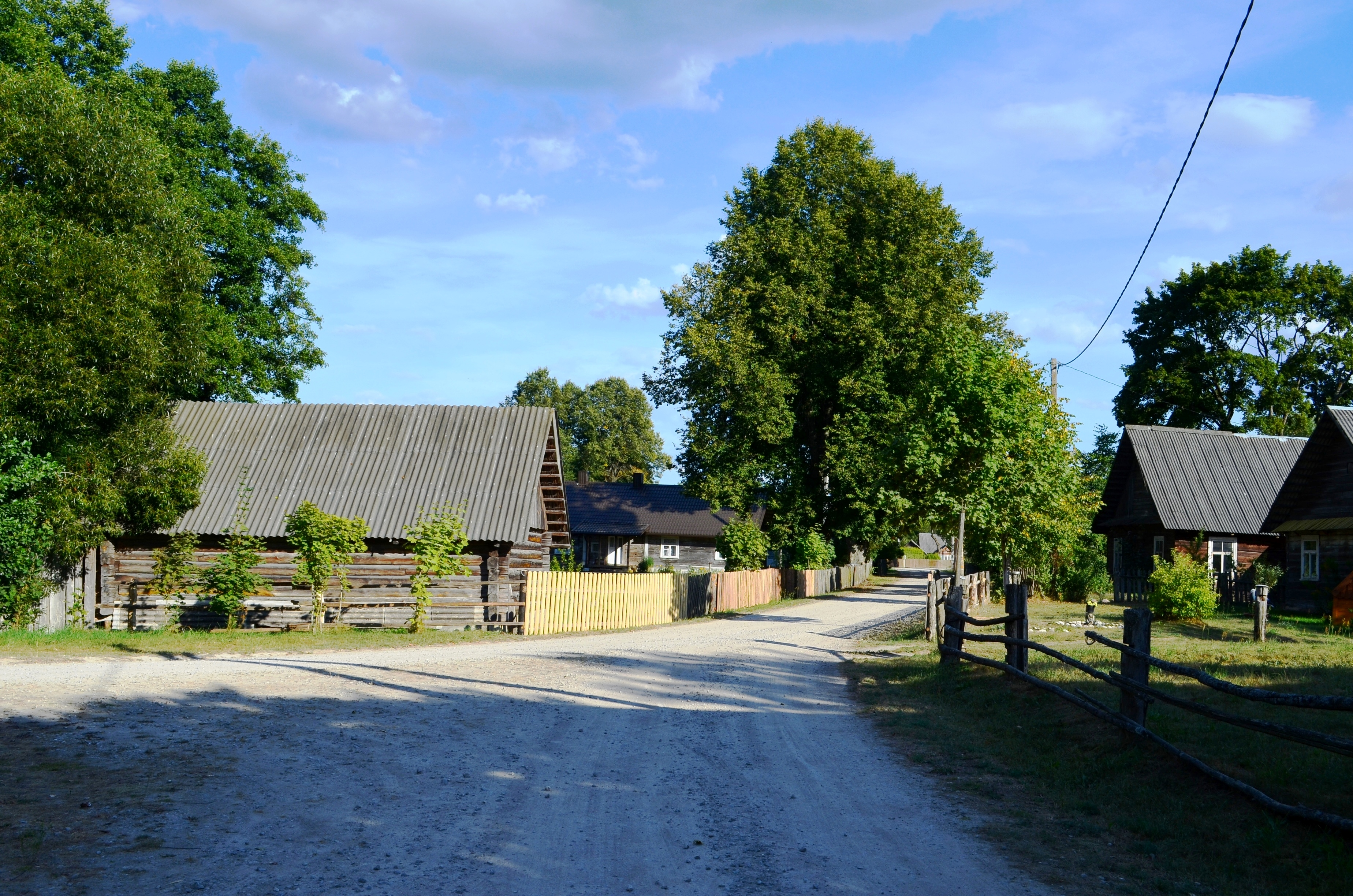
Musteika néprajzi skanzenje
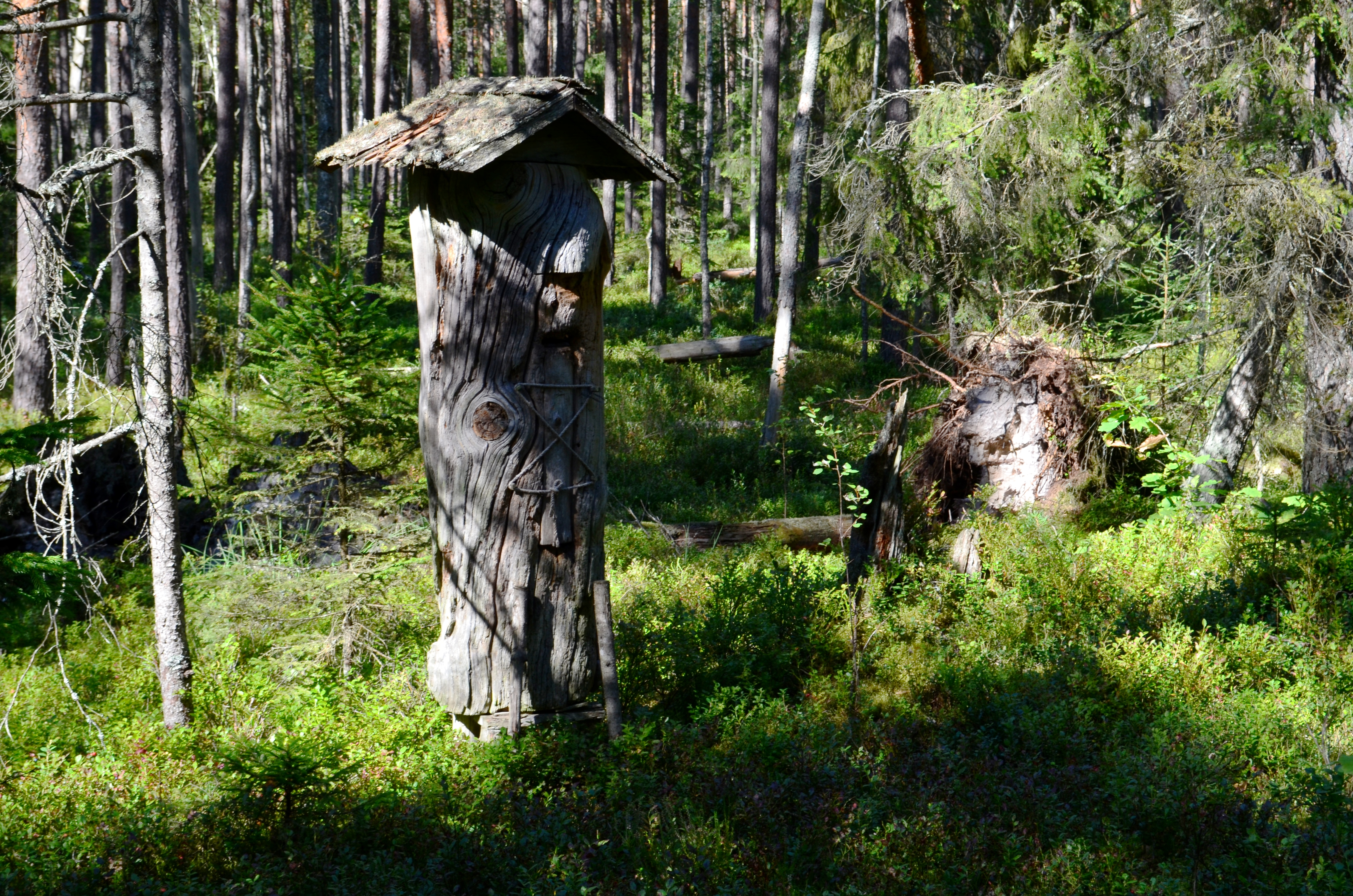
Hagyományos tuskó kaptár a Musteika tanösvényen
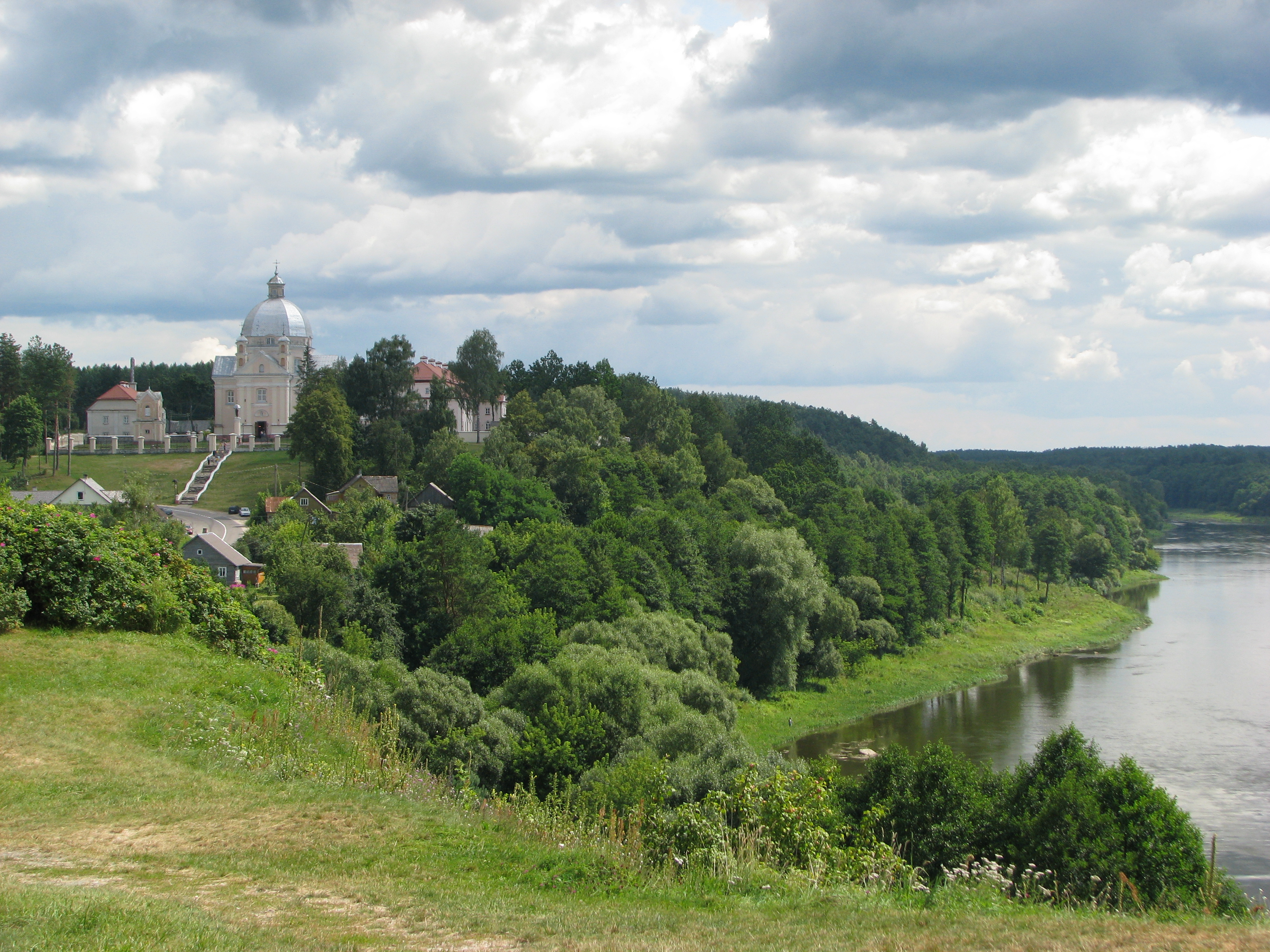
Liškiava Nieumas fölé magasodó Szentháromság-temploma

## Fordítás
- Ez a szócikk részben vagy egészben  a   Dzūkijos nacionalinis parkas című litván Wikipédia-szócikk ezen változatának fordításán alapul.  Az eredeti cikk szerkesztőit annak laptörténete sorolja fel. Ez a jelzés csupán a megfogalmazás eredetét és a szerzői jogokat jelzi, nem szolgál a cikkben szereplő információk forrásmegjelöléseként.
- Ez a szócikk részben vagy egészben  a   Dzūkija National Park című angol Wikipédia-szócikk ezen változatának fordításán alapul.  Az eredeti cikk szerkesztőit annak laptörténete sorolja fel. Ez a jelzés csupán a megfogalmazás eredetét és a szerzői jogokat jelzi, nem szolgál a cikkben szereplő információk forrásmegjelöléseként.